# タッツィオ・ヌボラーリ・サーキット
タッツィオ・ヌボラーリ・サーキット（伊: Circuito Tazio Nuvolari）はイタリア、ロンバルディア州パヴィーア県チェルヴェジーナにあるサーキット。1周2.805km。ポー川の近くにある。